# 春日神社 (川崎市)
春日神社（かすがじんじゃ）は、神奈川県川崎市中原区の神社。

## 歴史
平安時代に創建された。当地一帯は藤原宗家の荘園「稲毛荘」であった。1171年（承安元年）の「稲毛荘検注目録」に記載されている「春日新宮」は当社のことといわれている。荘園成立時に藤原氏の氏神である春日神を勧請したものと推測される。
宮内村の鎮守で、地名の「宮内」は当社に由来している。隣接する常楽寺が別当寺であった。
当社周辺は自然が多く残されているということで県の天然記念物に、また歴史的遺産が残っていることで市の重要史跡に指定されている。

## 文化財
- 鰐口（神奈川県指定重要文化財 昭和44年12月2日指定）[3]
- 春日神社、常楽寺及びその周辺の樹叢（神奈川県指定天然記念物 平成4年2月14日指定）[4]
- 春日神社・薬師堂・常楽寺境内及びその周辺（川崎市重要史跡 昭和44年12月4日指定）[5]

## 交通アクセス
- 武蔵中原駅より徒歩12分。

## 関連文献
- 蘆田伊人編 編「巻ノ64橘樹郡ノ7宮内村 春日社」『大日本地誌大系』 第7巻 新編武蔵國風土記稿3、雄山閣、1929年8月、191-194頁。NDLJP:1214845/102。